# 山橡集團
山西合成橡膠集團有限公司，簡稱山西合成橡膠集團、山西合成橡膠、山橡集團，以及山橡公司（英語：Shanxi Synthetic Rubber Group Company Limited）在1960年當時由中國人民解放軍旗下企業成立，前身為「中国人民解放军总后军需生产部414厂」、「中国人民解放军总后军需生产部第3528工厂」，以及「山西省化工厂」。
現時由中國藍星集團公司（中國化工集團公司和美國黑石集團聯營）全資擁有。
現時在國內經營生產及銷售氯丁橡胶产品，品牌為「卧虎牌」。董事長為曹政。總部位於山西省大同市拥军北路1号。

## 連結
- Sinoprene.com